# WWF The Music, Vol. 4
WWF The Music, Vol. 4 è un album in studio prodotto dalla World Wrestling Federation e pubblicato il 2 novembre 1999, contenente le musiche d'ingresso dei wrestler.

## Tracce
Testi e musiche di Jim Johnston.
1. Break the Walls Down – 3:25 – Chris Jericho
2. Big – 3:20 – Big Show
3. No Chance in Hell – 2:02 – The Corporation
4. Sexual Chocolate – 3:11 – Mark Henry
5. This Is a Test – 2:27 – Test
6. Wreck – 3:05 – Mankind
7. Oh Hell Yeah – 3:16 – "Stone Cold" Steve Austin
8. Danger At the Door – 3:15 – D'Lo Brown
9. Blood Brother – 3:17 – Christian
10. AssMan – 2:53 – Billy Gunn
11. Ministry – 4:19 – The Undertaker
12. My Time – 3:27 – Triple H e Chyna
13. On the Edge – 3:38 – Edge
14. Know Your Role – 3:24 – The Rock

## Classifiche

### Classifiche settimanali
| Classifiche (1999) | Posizione massima |
| ------------------ | ----------------- |
| Canada             | 5                 |
| Regno Unito        | 44                |
| Stati Uniti        | 4                 |

### Classifiche di fine anno
| Classifica (2000) | Posizione |
| ----------------- | --------- |
| Stati Uniti       | 128       |